# Tirofibana
Tirofibana (nome comercial Aggrastat) é um fármaco antiplaquetário da classe dos inibidores da glicoproteína IIb/IIIa.Tirofiban é administrado por infusão intravenosa e é indicado para reduzir a taxa de eventos cardiovasculares trombóticos, pode causar hemorragias graves como reação adversa mais importante.